# Gibraltar Social Democrats
Die Gibraltar Social Democrats (GSD) sind eine entgegen dem Namen eher als konservativ einzustufende Partei in Gibraltar. Sie tritt für das Selbstbestimmungsrecht Gibraltars ein. Parteivorsitzender ist seit 2017 Keith Azopardi.

## Geschichte
Die Partei wurde 1989 von Peter Montegriffo gegründet. Nach dem Zusammenbruch der Association for the Advancement of Civil Rights war die GSD die führende konservative Partei in Gibraltar. Bei den Wahlen am 16. Januar 1992 war die GSD unter Peter Caruana, der seit Mai 1991 auch Parteivorsitzender war, zweitstärkste Partei nach der Gibraltar Socialist Labour Party (GSLP) von Joe Bossano. Nach den Wahlen wurde Caruana neuer Oppositionsführer (Leader of the Opposition).
Bei den darauf folgenden Wahlen am 16. Mai 1996 erlitt Bossanos GSLP eine Niederlage und erhielt nur noch sieben Sitze, während Caruanas GSD nunmehr acht Mandate erhielt. Daraufhin wurde Caruana am 17. Mai 1996 neuer Chief Minister Gibraltars. Auch aus den Wahlen vom 10. Februar 2000, 28. November 2003 sowie 11. Oktober 2007 gingen die Gibraltar Social Democrats mit jeweils acht der 15 beziehungsweise zehn der 17 Sitze ab 2007 als stärkste Fraktion im House of Assembly hervor, so dass Caruana am 14. Februar 2000, 28. November 2003 sowie am 13. Oktober 2007 weitere Regierungen bilden konnte. Die Gibraltar Socialist Labour Party hingegen ging bei diesen Wahlen mit jeweils sieben der 15 beziehungsweise ab 2007 17 Sitze als zweitstärkste Kraft hervor, so dass Bossano weiterhin Leader of the Opposition blieb. Bei der Wahl von 2011 erhielt die Partei 46,8 % der Stimmen und 7 Sitze.
Peter Caruana blieb bis Januar 2013 Parteichef, ihm folgten Daniel Feetham (Januar 2013 – Juli 2017) und Keith Azopardi (seit November 2017). Bei der Wahl von 2019 erhielt die Partei 25,6 % der Stimmen und 6 Sitze, wobei sie 2015 noch 31,6 % und 7 Sitze im Parlament von Gibraltar erhalten hatte.

## Parteichefs
| Name                  | Zeit im Amt               | Portrait |
| --------------------- | ------------------------- | -------- |
| Peter Montegriffo     | 1989 – Mai 1991           |          |
| Peter Caruana         | Mai 1991 – Januar 2013    |          |
| Daniel Feetham        | Januar 2013 – Juli 2017   |          |
| Roy Clinton (interim) | Juli 2017 – November 2017 |          |
| Keith Azopardi        | November 2017 – heute     |          |

## Wahlergebnisse
| Jahr | Wahl                | Wähler | Stimmenanteil | Sitze |
| ---- | ------------------- | ------ | ------------- | ----- |
| 1992 | Parlamentswahl 1992 | 18.263 | 20,22 %       | 7/15  |
| 1996 | Parlamentswahl 1996 | 66.190 | 52,20 %       | 8/15  |
| 2000 | Parlamentswahl 2000 | 67.443 | 58,35 %       | 8/15  |
| 2003 | Parlamentswahl 2003 | 58.234 | 51,45 %       | 8/15  |
| 2007 | Parlamentswahl 2007 | 76.334 | 49,33 %       | 10/17 |
| 2011 | Parlamentswahl 2011 | 81.721 | 46,76 %       | 7/17  |
| 2015 | Parlamentswahl 2015 | 46.545 | 31,56 %       | 7/17  |
| 2019 | Parlamentswahl 2019 | 40.453 | 25,55 %       | 6/17  |
| 2023 | Parlamentswahl 2023 | 86.537 | 48,15 %       | 8/17  |